# London Blitz
I London Blitz sono una squadra di football americano, di Londra, in Inghilterra; fondati nel 1994 come Hayes Generals a seguito della fusione tra gli Woking Generals e gli Ealing Eagles, assunsero il nome London Blitz nel 1995. Hanno vinto 5 titoli di campione nazionale britannico e 6 BritBowl. A livello europeo hanno vinto 1 EFAF Cup.

## Dettaglio stagioni

### Tornei nazionali

#### Campionato

##### Tabella 1984/BGFL Premiership/BAFA NL Premiership
| Stagione | regular season | regular season | regular season | regular season | regular season | regular season | playoff | playoff | playoff | playoff | playoff | playoff    | playoff               |
|          | Vin            | Par            | Per            | Tot            | PF             | PS             | Vin     | Per     | Tot     | PF      | PS      | risultato  | avversaria            |
| -------- | -------------- | -------------- | -------------- | -------------- | -------------- | -------------- | ------- | ------- | ------- | ------- | ------- | ---------- | --------------------- |
| 1984     | 5              | 1              | 1              | 7              | ?              | ?              | -       | -       | -       | -       | -       | -          | -                     |
| 1988     | 10             | 0              | 0              | 10             | 503            | 0              | 4       | 0       | 4       | 124     | 60      | Campioni   | Merseyside Centurions |
| 2014     | 7              | 0              | 1              | 8              | 461            | 79             | 2       | 1       | 3       | 105     | 16      | BritBowl   | London Warriors       |
| 2015     | 7              | 0              | 1              | 8              | 311            | 84             | 1       | 1       | 2       | 38      | 27      | BritBowl   | London Warriors       |
| 2016     | 7              | 0              | 3              | 10             | 317            | 124            | 1       | 1       | 2       | 56      | 48      | BritBowl   | London Warriors       |
| 2017     | 9              | 0              | 1              | 10             | 398            | 151            | 1       | 1       | 2       | 82      | 48      | BritBowl   | Tamworth Phoenix      |
| 2018     | 8              | 0              | 2              | 10             | 484            | 145            | 0       | 1       | 1       | 17      | 30      | Semifinale | Tamworth Phoenix      |
| 2019     | 8              | 0              | 2              | 10             | 269            | 145            | 0       | 1       | 1       | 6       | 7       | Semifinale | Tamworth Phoenix      |
| 2022     | 6              | 0              | 4              | 10             | 241            | 118            | -       | -       | -       | -       | -       | -          | -                     |
| Totale   | 67             | 1              | 15             | 83             | 2984+?         | 846+?          | 9       | 6       | 15      | 428     | 236     |            |                       |

Fonti: Enciclopedia del Football - A cura di Massimo Mezzetti

##### BAFA NL Division One
| Stagione | regular season | regular season | regular season | regular season | regular season | regular season | playoff | playoff | playoff | playoff | playoff | playoff   | playoff    |
|          | Vin            | Par            | Per            | Tot            | PF             | PS             | Vin     | Per     | Tot     | PF      | PS      | risultato | avversaria |
| -------- | -------------- | -------------- | -------------- | -------------- | -------------- | -------------- | ------- | ------- | ------- | ------- | ------- | --------- | ---------- |
| 2022     | 4              | 0              | 6              | 10             | 136            | 182            | -       | -       | -       | -       | -       | -         | -          |
| Totale   | 4              | 0              | 6              | 10             | 136            | 182            | -       | -       | -       | -       | -       |           |            |

Fonti: Enciclopedia del Football - A cura di Massimo Mezzetti

##### Budweiser League First Division/BAFA NL Division Two
| Stagione | regular season | regular season | regular season | regular season | regular season | regular season | playoff | playoff | playoff | playoff | playoff | playoff                        | playoff                |
|          | Vin            | Par            | Per            | Tot            | PF             | PS             | Vin     | Per     | Tot     | PF      | PS      | risultato                      | avversaria             |
| -------- | -------------- | -------------- | -------------- | -------------- | -------------- | -------------- | ------- | ------- | ------- | ------- | ------- | ------------------------------ | ---------------------- |
| 1987     | 7              | 0              | 1              | 8              | 141            | 40             | 2       | 1       | 3       | 46      | 33      | Division One Bowl              | Ashton Oilers          |
| 2015     | 4              | 0              | 6              | 10             | 242            | 274            | -       | -       | -       | -       | -       | -                              | -                      |
| 2016     | 4              | 0              | 6              | 10             | 152            | 187            | -       | -       | -       | -       | -       | -                              | -                      |
| 2017     | 5              | 0              | 5              | 10             | 231            | 167            | -       | -       | -       | -       | -       | -                              | -                      |
| 2018     | 8              | 0              | 0              | 8              | 358            | 44             | 1       | 1       | 2       | 82      | 44      | Semifinale Southern Conference | Hertfordshire Cheetahs |
| Totale   | 28             | 0              | 18             | 46             | 1124           | 712            | 3       | 2       | 5       | 128     | 77      |                                |                        |

Fonti: Enciclopedia del Football - A cura di Massimo Mezzetti

### Tornei internazionali

#### European Football League (1986-2013)
| Stagione | regular season | regular season | regular season | regular season | regular season | regular season | playoff | playoff | playoff | playoff | playoff | playoff          | playoff      |
|          | Vin            | Par            | Per            | Tot            | PF             | PS             | Vin     | Per     | Tot     | PF      | PS      | risultato        | avversaria   |
| -------- | -------------- | -------------- | -------------- | -------------- | -------------- | -------------- | ------- | ------- | ------- | ------- | ------- | ---------------- | ------------ |
| 2012     | 2              | 0              | 0              | 2              | 28             | 20             | 0       | 1       | 1       | 15      | 21      | Quarti di finale | Berlin Adler |
| Totale   | 2              | 0              | 0              | 2              | 28             | 20             | 0       | 1       | 1       | 15      | 21      |                  |              |

Fonti: Enciclopedia del Football - A cura di Massimo Mezzetti

#### IFAF Europe Champions League
| Stagione | regular season | regular season | regular season | regular season | regular season | regular season | playoff | playoff | playoff | playoff | playoff | playoff    | playoff        |
|          | Vin            | Par            | Per            | Tot            | PF             | PS             | Vin     | Per     | Tot     | PF      | PS      | risultato  | avversaria     |
| -------- | -------------- | -------------- | -------------- | -------------- | -------------- | -------------- | ------- | ------- | ------- | ------- | ------- | ---------- | -------------- |
| 2014     | 1              | 0              | 1              | 2              | 48             | 77             | -       | -       | -       | -       | -       | -          | -              |
| 2015     | 2              | 0              | 0              | 2              | 82             | 21             | 0       | 1       | 1       | 28      | 35      | Semifinale | Beograd Vukovi |
| Totale   | 3              | 0              | 1              | 4              | 130            | 98             | 0       | 1       | 1       | 28      | 35      |            |                |

Fonti: Enciclopedia del Football - A cura di Massimo Mezzetti

#### EFAF Cup
| Stagione | regular season | regular season | regular season | regular season | regular season | regular season | playoff | playoff | playoff | playoff | playoff | playoff   | playoff               |
|          | Vin            | Par            | Per            | Tot            | PF             | PS             | Vin     | Per     | Tot     | PF      | PS      | risultato | avversaria            |
| -------- | -------------- | -------------- | -------------- | -------------- | -------------- | -------------- | ------- | ------- | ------- | ------- | ------- | --------- | --------------------- |
| 2011     | 2              | 0              | 0              | 2              | 88             | 6              | 2       | 0       | 2       | 52      | 14      | Campioni  | Kragujevac Wild Boars |
| 2013     | 1              | 0              | 1              | 2              | 25             | 26             | -       | -       | -       | -       | -       | -         | -                     |
| Totale   | 3              | 0              | 1              | 4              | 113            | 32             | 2       | 0       | 2       | 52      | 14      |           |                       |

Fonti: Enciclopedia del Football - A cura di Massimo Mezzetti

### Riepilogo fasi finali disputate
| Anno              | Luogo    | Evento                          | Fase del torneo                | Incontro                                | Risultato |
| 6 settembre 1987  | Londra   | Budweiser League First Division | Division One Bowl              | Ealing Eagles - Ashton Oilers           | 7 - 27    |
| 11 settembre 1988 | Londra   | BGFL Premiership                | BritBowl                       | Merseyside Centurions - Woking Generals | 14 - 20   |
| 2 luglio 2011     | Londra   | EFAF Cup                        | Finale                         | London Blitz - Kragujevac Wild Boars    | 29 - 7    |
| 27 maggio 2012    | Berlino  | EFL                             | Quarti di finale               | Berlin Adler - London Blitz             | 21 - 15   |
| 12 settembre 2014 |          | BAFA NL Premiership             | Britbowl                       | London Warriors - London Blitz          | 10 - 8    |
| 24 luglio 2015    | Voždovac | IFAF Europe Champions League    | Semifinale                     | London Blitz - Beograd Vukovi           | 28 - 35   |
| 5 settembre 2015  | Londra   | BAFA NL Premiership             | Britbowl                       | London Warriors - London Blitz          | 20 - 19   |
| 27 agosto 2016    |          | BAFA NL Premiership             | Britbowl                       | London Warriors - London Blitz          | 36 - 15   |
| 26 agosto 2017    |          | BAFA NL Premiership             | Britbowl                       | Tamworth Phoenix - London Blitz         | 34 - 28   |
| 19 agosto 2018    |          | BAFA NL Division Two            | Semifinale Southern Conference | London Blitz B - Hertfordshire Cheetahs | 32 - 44   |
| 26 agosto 2018    |          | BAFA NL Premiership             | Semifinale                     | Tamworth Phoenix - London Blitz         | 30 - 17   |
| 18 agosto 2019    |          | BAFA NL Premiership             | Semifinale                     | Tamworth Phoenix - London Blitz         | 7 - 6     |

## Palmarès
- 1 EFAF Cup (2011)
- 1 British National Gridiron League (1988)
- 6 BritBowl (1988, 2007, 2009-2012)
- 5 Titoli britannici (2007, 2009-2012)